# Sebastian Scheerer

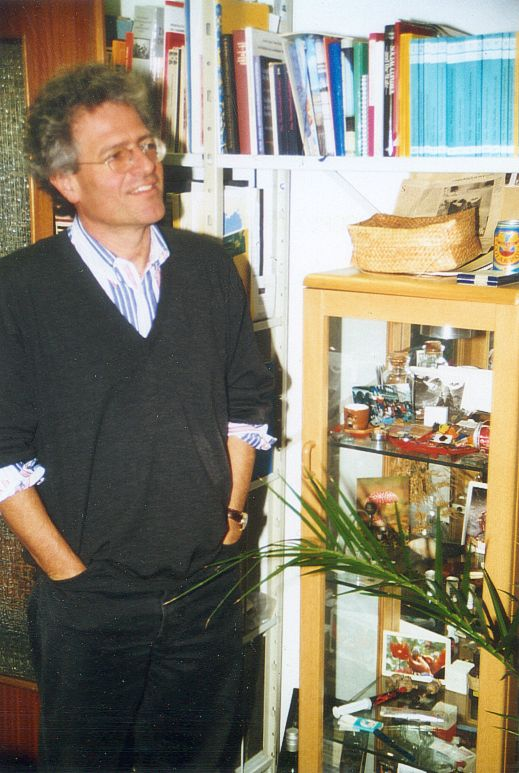
Sebastian Scheerer (2000)

Sebastian Scheerer (* 14. November 1950 in Lübeck) ist ein deutscher Kriminologe und Soziologe.

## Akademischer Werdegang
Nach dem Studium der Rechts- und Erziehungswissenschaft an den Universitäten Köln, Genf und Münster schloss Scheerer sein Studium in Münster als Diplom-Pädagoge sowie mit dem ersten juristischen Staatsexamen (am Oberlandesgericht Hamm) ab. Danach promovierte er an der Universität Bremen zum Dr. jur.
An der Universität Frankfurt habilitierte er sich für Soziologie. Seit 1988 ist Scheerer Professor für Kriminologie an der Universität Hamburg, inzwischen als Emeritus. Er war zudem – als Nachfolger Fritz Sacks – Leiter des Aufbau- und Kontaktstudiums Kriminologie sowie, nach der Überführung des Studiengangs vom Fachbereich Rechtswissenschaften an den Fachbereich Sozialwissenschaften im Jahr 2000, Direktor des dortigen Instituts für Kriminologische Sozialforschung.

## Arbeitsfelder
In den 1980er Jahren befasste er sich zunächst intensiv mit Fragen der Drogenforschung und -politik sowie mit der Terrorismusforschung.
1997 verfasste Scheerer zusammen mit Henner Hess die Skizze einer konstruktivistischen Kriminalitätstheorie, in der er sich teilweise (im Mikrobereich seines Theorieansatzes) von den Grundannahmen der Kritischen Kriminologie abwendet und auch auf ätiologische Kriminalitätserklärungen zurückgreift. Im Anschluss an die ab 1998 im Kriminologischen Journal ausgetragene Debatte um die konstruktivistische Kriminalitätstheorie gelten Scheerer und Hess in Teilen der deutschsprachigen Kritischen Kriminologie inzwischen als Opposition. Gemeinsam mit Henner Hess – setzte Scheerer seine Bemühungen um eine allgemeine theoretische Begründung der Kriminologie auch in den folgenden Jahren fort. Die Kritik an ihrer Theorie bewerteten die beiden Autoren hierbei als wissenschaftlich überwiegend schwach. Es sei ein Ton angeschlagen worden, den man sonst nur von Sekten gegenüber Abtrünnigen kenne.
Seit ca. 1988 bildet die Terrorismusforschung einen wichtigen Arbeitsschwerpunkt Sebastian Scheerers. Mit seinem analytischen Terrorismusbegriff, der sowohl nichtstaatliche als auch staatliche Akteure (Staatsterrorismus) umfasst, schließt Scheerer unmittelbar an Henner Hess an.
Darüber hinaus tritt Scheerer in kriminalpolitischer Hinsicht als Vertreter des Abolitionismus im Sinne einer Zurückdrängung bzw. Abschaffung des staatlichen Strafrechts in Erscheinung.
U.a. im Rahmen eines DFG-Forschungsprojektes ergründete Scheerer mit seinem Team sodann vor dem Hintergrund der Entdeckung des Nachlasses Franz Exners im Jahr 2004 auch die bis dahin erst lückenhaft erforschte Geschichte der deutschsprachigen Kriminologie in der ersten Hälfte des 20. Jahrhunderts.
Neben seiner Mitgliedschaft im Schildower Kreis, einem Expertennetzwerk, das gegen die Drogenprohibition argumentiert, ist er auch Sprecher beim LEAP (Law Enforcement Against Prohibition) Deutschland e. V., welcher sich ebenfalls für die Legalisierung von Drogen einsetzt. 2013 unterzeichnete er auch den Appell FÜR Prostitution für die Stärkung der Rechte und für die Verbesserung der Lebens- und Arbeitsbedingungen von Menschen in der Sexarbeit, der sich gegen eine weitere Kriminalisierung und Stigmatisierung der Sexarbeit wendet. Gegenüber der FAZ erläuterte er: „Mit wem ich wann und wie sexuell verkehre, ist eine Angelegenheit des Privatlebens. Auch dann, wenn eine Frau das zu ihrem Beruf macht.“

## Schriften (Auswahl)
- mit Dietmar K. Pfeiffer: Kriminalsoziologie. Eine Einführung in Theorien und Themen. Kohlhammer, Stuttgart/Berlin/Köln/Mainz 1979.
- Die Genese der Betäubungsmittelgesetze in der Bundesrepublik Deutschland und in den Niederlanden. Schwartz, Göttingen 1982, ISBN 3-509-01272-0.
- mit Henner Hess/Martin Moerings/Dieter Paas/Heinz Steinert: Angriff auf das Herz des Staates. Soziale Entwicklung und Terrorismus,  zwei Bände, Suhrkamp, Frankfurt am Main 1988.
- Sucht. rororo spezial, Reinbek 1995, ISBN 3-499-16367-5.
- Kriminalität der Mächtigen, in: Kaiser/Kerner/Sack/Schellhoss (Hrsg.), Kleines Kriminologisches Wörterbuch, Heidelberg ³1993, S. 246–249
- mit Henner Hess: Was ist Kriminalität? Skizze einer konstruktivistischen Kriminalitätstheorie, in: Kriminologisches Journal, Jg. 29, 1997, S. 83–155
- Die Zukunft des Terrorismus. Drei Szenarien. Zu Klampen, Lüneburg 2002, ISBN 3-934920-16-0.
- (zusammen mit Henner Hess): Theorie der Kriminalität, in: Dietrich Oberwittler und Susanne Karstedt (Hrsg.): Soziologie der Kriminalität. VS Verlag für Sozialwissenschaften, Wiesbaden 2004, ISSN 0023-2653, S. 69–92.
- Hrsg. mit Henner Hess und Henning Schmidt-Semisch: Die Sinnprovinz der Kriminalität. Zur Dynamik eines sozialen Feldes. Springer VS, Wiesbaden 2014. ISBN 978-3-658-03478-8.
- Against Penitentiaries (mit Johannes Feest) in: NO Prison" (Hrsg. von Massimo Pavarini und Livio Ferrari) London 2018.